# Газюк Іван Ярославович
Іва́н Яросла́вович Газю́к (1992—2022) — молодший сержант Збройних Сил України, учасник російсько-української війни, який загинув під час російського вторгнення в Україну.

## Життєпис
Народився 1992 року в місті Луцьк; закінчив луцьку ЗОШ № 20. Здобував вищу освіту у Волинському національному університеті імені Лесі Українки.
У грудні 2014 року долучився до окремого загону спеціального призначення «Азов» та взяв участь у Антитерористичній операції на сході України.
З початком російського вторгнення в Україну в 2022 році приєднався до ССО «Азов». З вересня 2022 року обіймав посаду головного сержанта взводу у 3-ій окремій штурмовій бригаді.
Загинув 25 листопада 2022 року виконуючи бойове завдання під час оборони Бахмуту.
Церемонія поховання відбулась у Свято-Троїцькому соборі 1 грудня 2022 року.

## Нагороди
- Орден Богдана Хмельницького III ступеня[6].

## Вшанування пам'яті
25 липня 2024 року Волинська обласна військова адміністрація в Луцьку перейменувала Бульвар Дружби Народів на Бульвар Івана Газюка.